# Кула Муту
Кула Муту (на френски: Koula-Moutou) е областен град на провинция Огоуе-Лоло в централен Габон, с население от 25 651 души (по данни от 2013 г.). Градът е разположен на мястото, където една в друга се вливат река Лола и река Буенгиди и на Магистрала N6. Градът се развива под егидата на министъра на туризма, който е роден в едно от близките села.
В града има музей, кино, летище и е известен с нощния си живот. Близо до Кула Муту е планината Шайю и водопада Мбугу.